# Berilo (Minas Gerais)
Berilo é um município brasileiro do estado de Minas Gerais.

## Geografia
Com altitude de 401 metros, o município se localiza à latitude 16°57'06" sul e à longitude 42°27'56" oeste; sua população recenseada em 2022 era de 9 826 habitantes, distribuídos em 586,752 km² de área.